# Saint-Cyprien (Rivière-du-Loup)
Pour les articles homonymes, voir Saint-Cyprien.
Saint-Cyprien  est une municipalité dans la municipalité régionale de comté de Rivière-du-Loup au Québec (Canada), située dans la région administrative du Bas-Saint-Laurent. La municipalité dénombre actuellement 1200 habitants.

## Toponymie

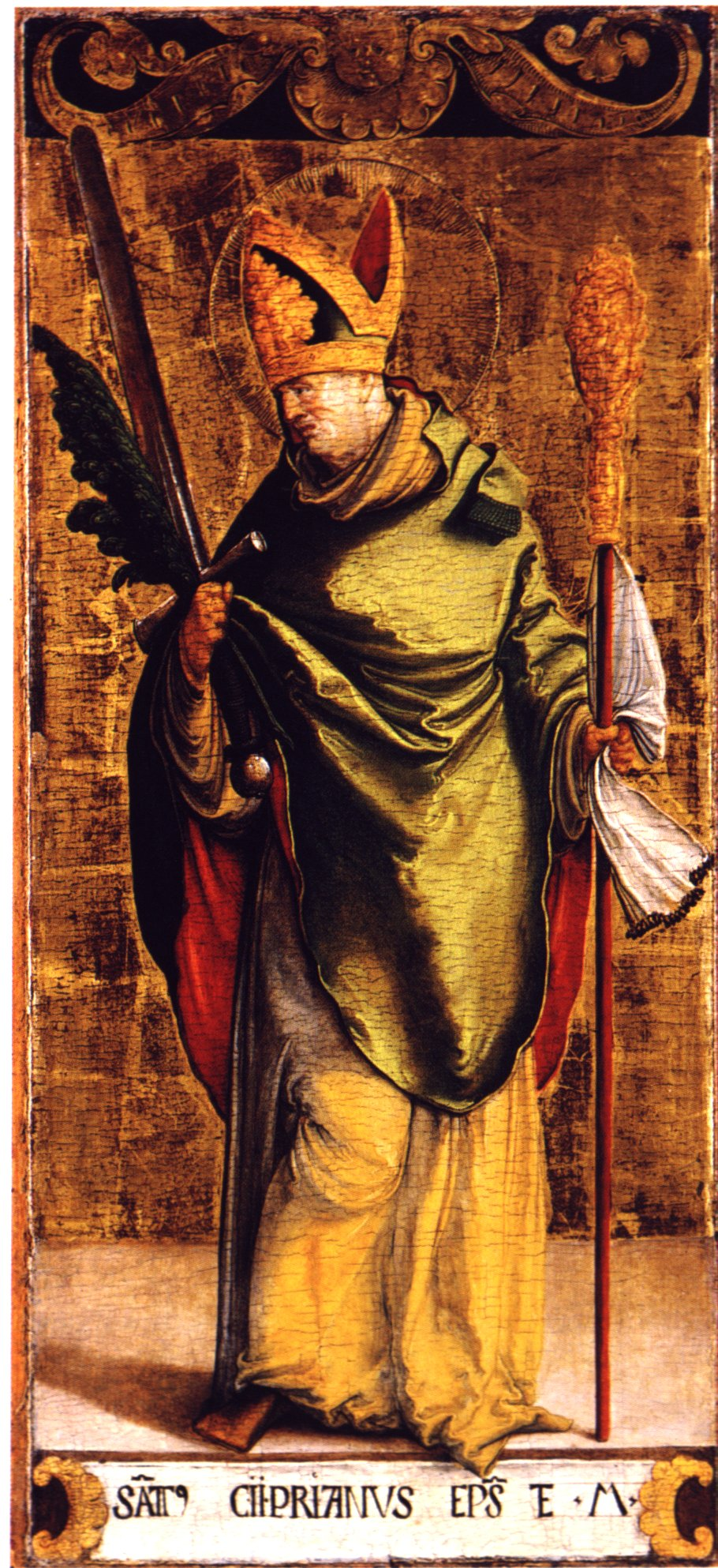
Saint Cyprien

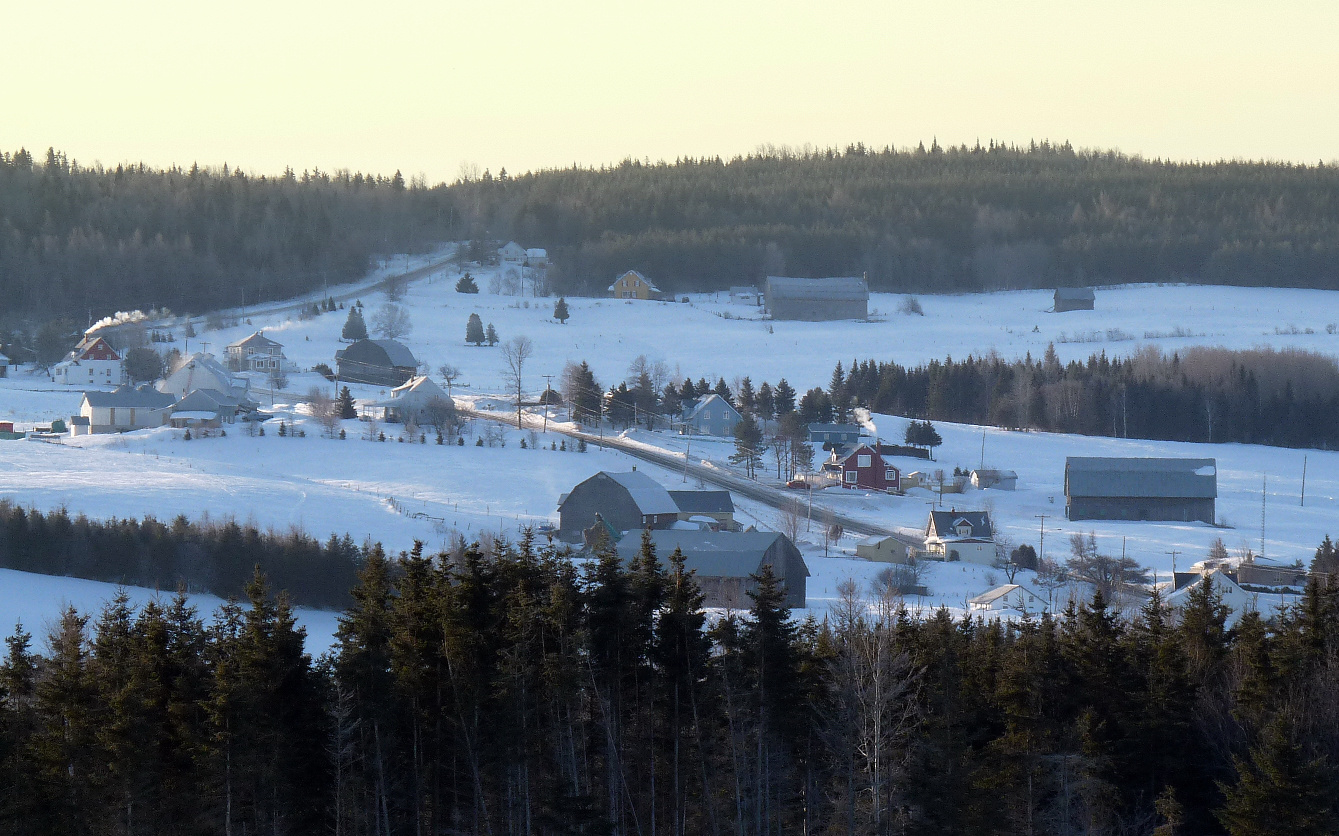
Paysage rural au sud du village de Saint-Cyprien.

La municipalité devait être d'abord créée sous le nom de municipalité du canton de Hocquart en 1883, avant de voir sa dénomination modifiée en 1959. Elle reprenait ainsi l'appellation de la paroisse fondée en 1878. Jadis, on identifiait parfois l'endroit comme Saint-Cyprien-de-Hocquart et davantage sous l'expression Au Chemin Taché, nom tiré de celui d'une voie de communication construite à partir de 1870.
La dénomination de Saint-Cyprien provient d'un des prénoms de l'abbé Joseph-Eustache-Cyprien Gagné (1835-1906), curé de Saint-Paul-de-la-Croix (1873-1880). Il a desservi la mission de Saint-Cyprien en 1877 et 1878 et a eu l'honneur de célébrer la première messe. Le nom fait aussi référence à Cyprien de Carthage, Père et docteur de l'Église.

## Histoire
C'est à compter de 1862 que les premiers colons procèdent à l'aménagement de ce territoire ; ils étaient originaires pour la plupart de paroisses du littoral sud du Saint-Laurent (Trois-Pistoles, Saint-Éloi, L'Isle-Verte).
La municipalité a perdu son église en janvier 1954 dans un incendie qui avait pour origine le système de fournaise. Deux ans plus tard, la nouvelle église construite par corvée entrait en fonction.

## Géographie
À partir des Sept lac, dans le nord-est, la rivière Ashberish délimite le sud-est de la municipalité et coule vers le sud jusqu'à son embouchure sur le lac Témiscouata.
À partir des Sept lac la rivière des Trois Pistoles coule vers le nord-ouest.
La rivière Toupiké traverse la municipalité vers le nord-est jusqu'à sa confluence avec la rivière des Trois Pistoles.
La rivière Plate coule vers le nord jusqu'à sa confluence avec la rivière Toupiké au sud du village.

## Démographie

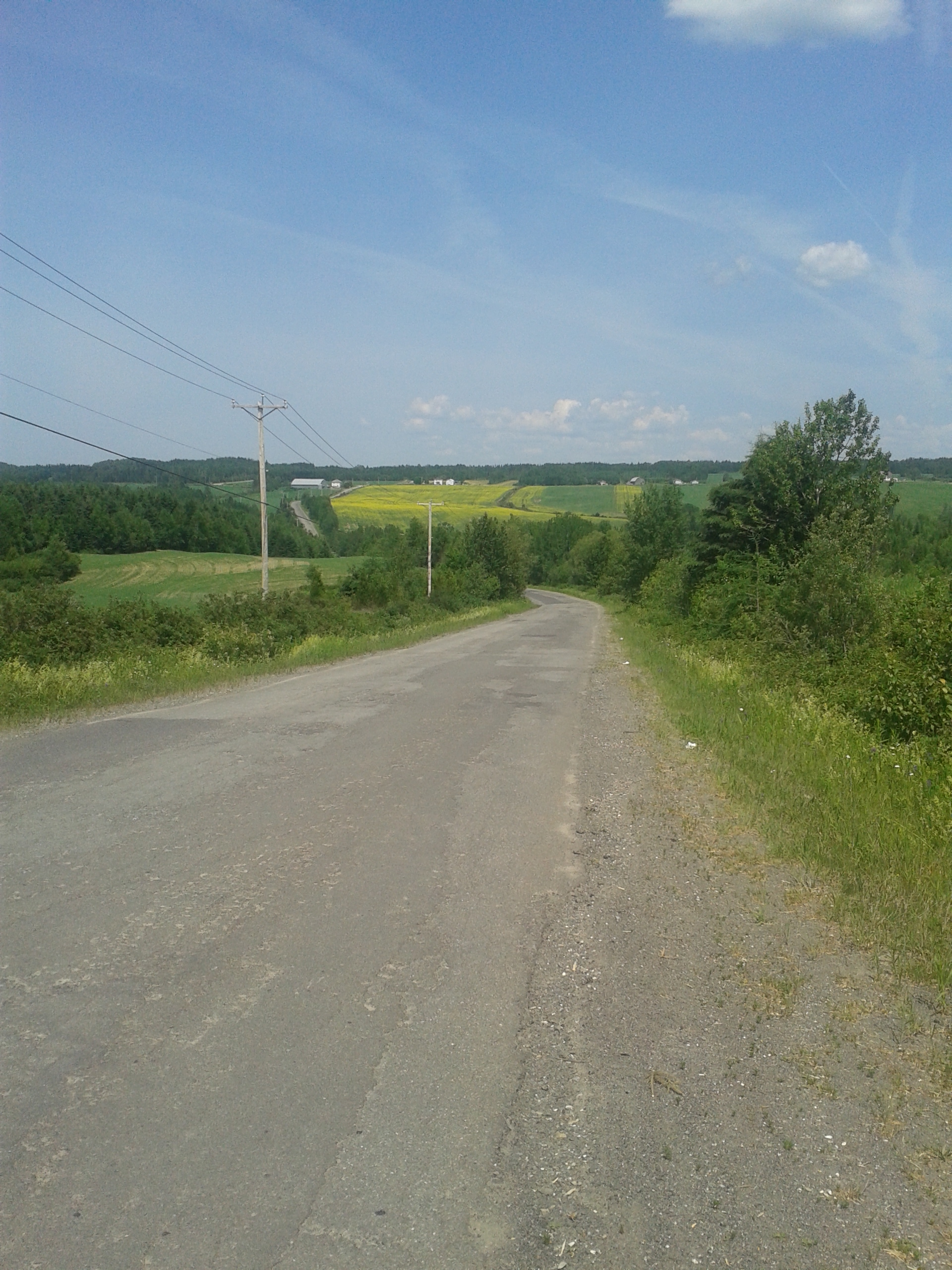
Scène rurale de Saint-Cyprien en direction de Sainte-Rita.

| 1996  | 2001  | 2006  | 2011  | 2016  | 2021  |
| ----- | ----- | ----- | ----- | ----- | ----- |
| 1 274 | 1 231 | 1 262 | 1 163 | 1 066 | 1 078 |

## Administration
Les élections municipales se font en bloc pour le maire et les six conseillers.
| Saint-Cyprien Maires depuis 2001                                                                                     |               |         |          |
| Élection | Maire         | Qualité | Résultat |
| 2001 | Michel Lagacé |         | Voir     |
| 2005 | Michel Lagacé | Voir    |          |
| 2009 | Michel Lagacé | Voir    |          |
| 2013 | Michel Lagacé | Voir    |          |
| 2017 | Michel Lagacé | Voir    |          |
| 2021 | Michel Lagacé | Voir    |          |
| Élection partielle en italique Depuis 2005, les élections sont simultanées dans toutes les municipalités québécoises |               |         |          |